# Carowie Szujscy przed Zygmuntem III (obrazy Jana Matejki)
Carowie Szujscy przed Zygmuntem III – dwa obrazy olejne o tej samej tematyce pędzla Jana Matejki przedstawiające hołd carów Szujskich przed Zygmuntem III Wazą, namalowane w 1853 i w 1892, a więc na początku i końcu kariery artysty, co stanowi spore, 40-letnie rozgraniczenie w stylu, ujęciu postaci i sposobie przedstawienia, a także interpretacji. W obydwie sceny artysta wprowadził postacie zmieniające historyczny sens wydarzeń. 

## Obraz z 1853 roku
W tym roku powstały pierwsze historyczne obrazy Jana Matejki, które namalował w wieku 15 lat: Carowie Szujscy wprowadzeni przez Żółkiewskiego na Sejm Warszawski przed Zygmuntem III oraz Wjazd Henryka Walezjusza do Krakowa. Mieczysław Treter zwracał uwagę na ten moment rozpoczęcia kariery malarskiej Matejki:
Od tych pierwocin, naiwnych jeszcze w ujęciu, ale poważnych ze względu na samo, tak skomplikowane i trudne, artystyczne zamierzenie – zaczyna się działalność Matejki jako historycznego malarza.

### Opis obrazu
Dzieło przedstawia piętnaście figur o zróżnicowanej fizjonomii ujętych na bogatym, śmiało naznaczonym tle architektonicznym. Uzyskanie poprawnej linii perspektywicznej pomimo skośnie ustawionego baldachimu i poręczy schodów na galerię było wyzwaniem dla malarza
Osoby na drugim i trzecim planie prawdopodobnie były wzorowane na braciach artysty, jego ówczesnych modelach. Już wówczas Matejko szczelnie wypełniał przestrzeń obrazu licznymi figurami i szczegółami.
Na obrazie znajduje się bardzo cienka powłoka farb, a także jest on wykonany w niezbyt wielkim płótnie, jako że materiały te były drogie, a Matejce brakowało wówczas na nie środków. Nie miał on ich bowiem skąd uzyskać, gdyż jego ojciec niezbyt wierzył w jego powołanie; ojciec Matejki zmienił opinię, gdy antykwariusz zakupił Carów Szujskich.

### Szkic ołówkowy
Według Tretera szkic wywołuje:
[...] wrażenie wielkiego natłoku figur, ale układ wydaje się tu mimo wszystko bardziej jasny i przejrzysty. Jak widać z porównania obu reprodukcji, scena na rysunku jest w stosunku do obrazu odwrócona; niektóre postacie są i na obrazie i na rysunku takie same, tj. powtarzają się, niektóre nie; postać hetmana jest na rysunku inaczej ukostiumowana.

### Praca nad dziełem
Jak opisuje Marian Gorzkowski prace nad pierwszym obrazem, dla którego inspiracją były dzieje krajowe, odbywały się w domu artysty, co wymagało pewnych przygotowań i studiów, historycznych, nad którymi samodzielnie pracował. Stanisław Tarnowski w swojej monografii poświęconej Matejce twierdzi, mimo lekkiej krytyki, że: „Gdzieniegdzie, rzadko, ale już przebija tu zdolność charakteryzowania historycznych postaci, i sumienność w ich studyowaniu”.

### Charakterystyka wczesnego stylu Matejki
Mimo że jest to pierwszy wykonany historyczny obraz w twórczości Matejki, przejawia on już pewne cechy indywidualności artysty. Jego wczesne prace niepewne w stylu, ale również wykonane z dbałością o szczegóły, która stanowiła późniejszą wizytówkę Matejki:
I obraz i rysunek świadczą o tym, że Matejko unikał w obrazie symetrii; nie ma też śladu trzymania się jakichkolwiek kanonów akademicko-klasycystycznych, komponowania grup w wyraźne trójkąty etc.

## Obraz z 1892 roku

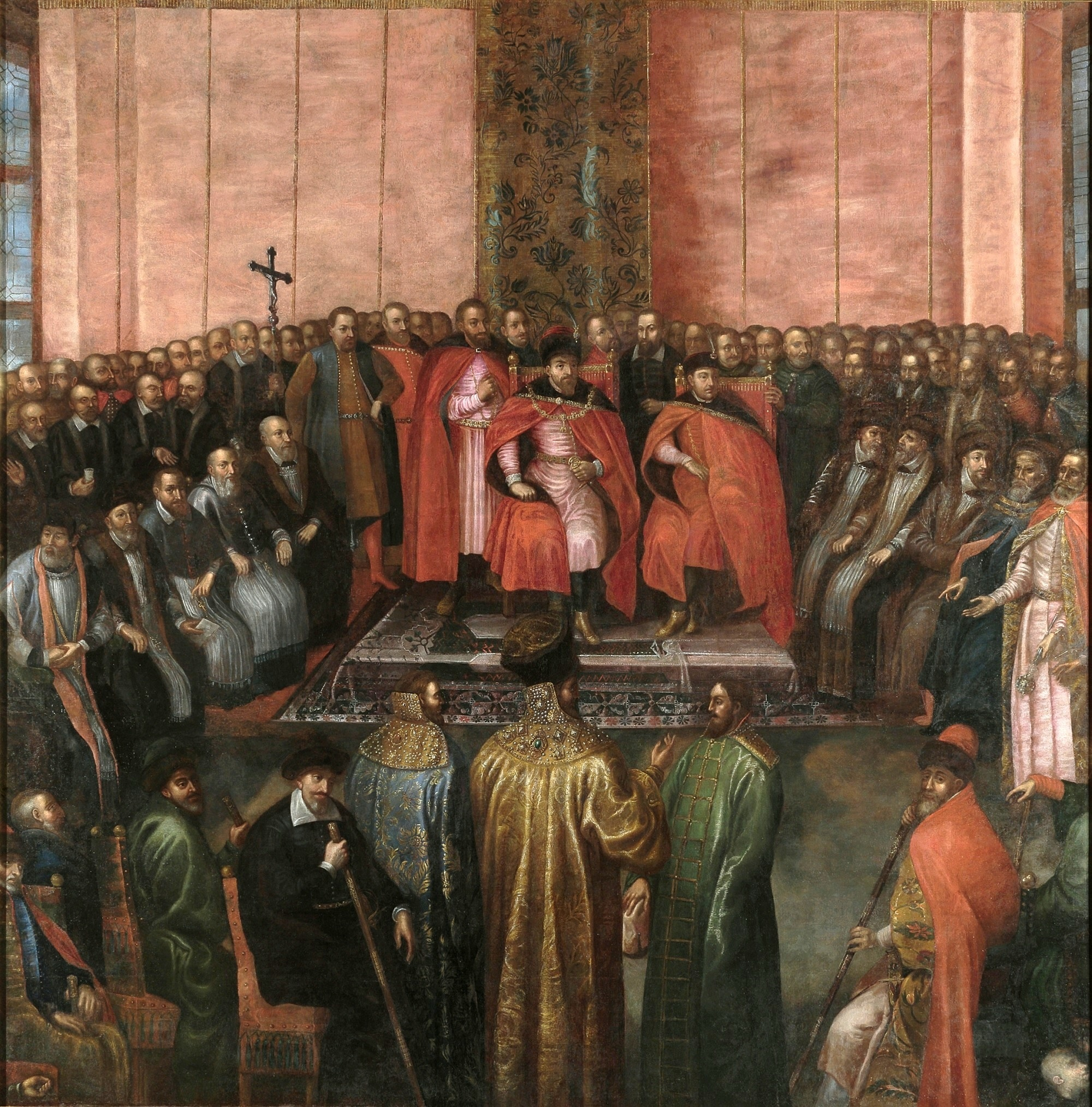
Tomasz Dolabella, Carowie Szujscy przed królem Zygmuntem III w roku 1611, lata 40. XVII w., Muzeum Historyczne we Lwowie

Do tego samego tematu Matejko wrócił po prawie czterdziestu latach. Jego drugi obraz nazywał się Carowie Szujscy na Sejmie Warszawskim, a jako inspiracja posłużył Matejce obraz Tomasza Dolabelli Złożenie hołdu Zygmuntowi III przez carów Szujskich na Sejmie w 1611. W 1853 roku artysta mógł znać jednak tylko sztych Tomasza Makowskiego, wykonany według tego obrazu, gdyż w owym czasie oryginał był zaginiony.

### Temat obrazu

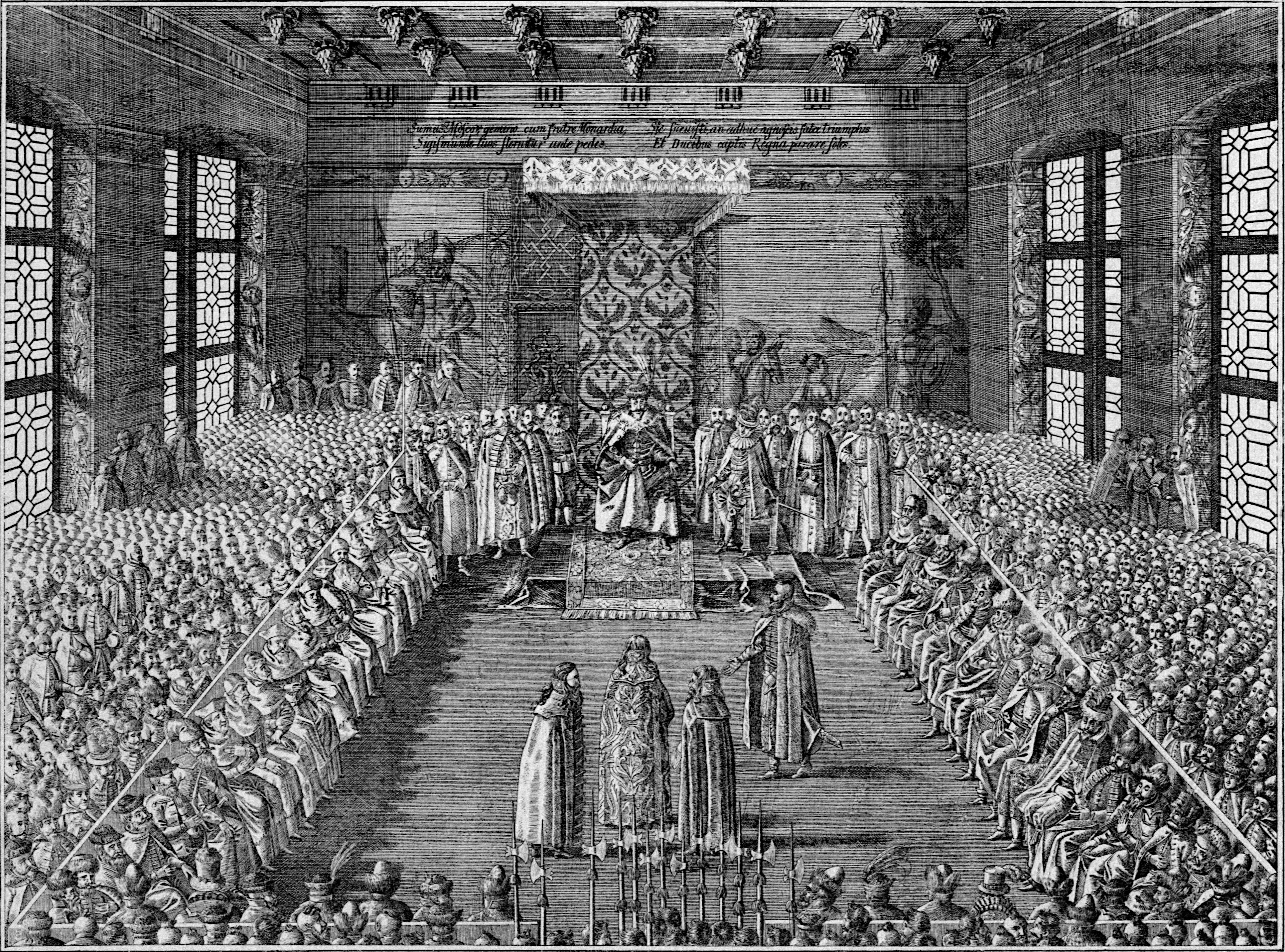
Tomasz Makowski, Stanisław Żółkiewski przedstawiający na sejmie warszawskim w 1611 r. cara Wasyla Szujskiego, rycina, 1613, Muzeum Warszawy

Tematyka dzieła Matejki (zarówno pierwszego, jak i drugiego) przedstawia złożenie hołdu królowi polskiemu Zygmuntowi III Wazie przez carów Szujskich na sejmie Rzeczpospolitej Polskiej w dniu 29 października 1611. Wydarzenie to miało miejsce w Wielkiej Sali Senatu, gdzie carowie przywiezieni zostali jako jeńcy pojmani przez hetmana Stanisława Żółkiewskiego.  
W sejmowej sali na szkarłatnym tronie z białym Orłem siedzi w otoczeniu senatu i dworu król Zygmunt III Waza w koronacyjnym stroju. Przed nim stoi hetman Stanisław Żółkiewski i wskazuje na carów Szujskich. Jeden z nich pada na kolana i czołem uderza w posadzkę, drugi pochyla się w głębokim ukłonie.  

### Kontekst historyczny
Stanisław Żółkiewski, po spektakularnym rozbiciu w lipcu 1610 wielkiej armii Dymitra Szujskiego w bitwie pod Kłuszynem, został zaproszony na Kreml przez bojarów, którzy skłonni byli oddać tron carski Władysławowi, synowi Zygmunta. W sali tronowej otoczony przez senatorów zasiadł na tronie król Zygmunt, u jego boku królowa z dziećmi i świtą. Car Wasyl przeszedł przez całą salę i przed tronem, zdejmując futrzany czap z głowy, złożył polskiemu monarchie głęboki ukłon. Carscy bracia padli na kolana, uderzając głowami o podłogę i płacząc.  

### Idea
Obraz stanowi ideową analogię do Hołdu pruskiego. Sceny hołdów – pruskiego przed Zygmuntem I i moskiewskiego przed Stefanem Batorym – to szczytowe momenty polskiej dominacji politycznej. 

### Styl Jana Matejki pod koniec życia
Według Tretera Matejko był „rasowym przedstawicielem sztuki północnej”. Oznacza to, że w przeciwieństwie do sztuki Południa i Zachodu, którą cechuje raczej przewaga formy nad treścią (co niekorzystnie wpływa na jej przedstawienie), na Północy panują odmienne idee przedstawieniowe, jakimi jest przewaga treści, ekspresji jej wyrażenia. Matejko cenił legendarny heroizm zmierzchłych epok i zapośredniczał swoje idee przede wszystkim za pośrednictwem treści obrazów. „Zależnie od zamierzenia artysty, czasem miał to być wyraz całej jakiejś epoki dziejowej, czasem tylko jednej historycznej postaci albo też określonego wydarzenia, które wpływało na kształtowanie się losów narodu”. Matejko dbał zawsze bardziej o siłę i potęgę wyrazu, niż zróżnicowanie jakości środków wyrazu.